# Laguna Colorada

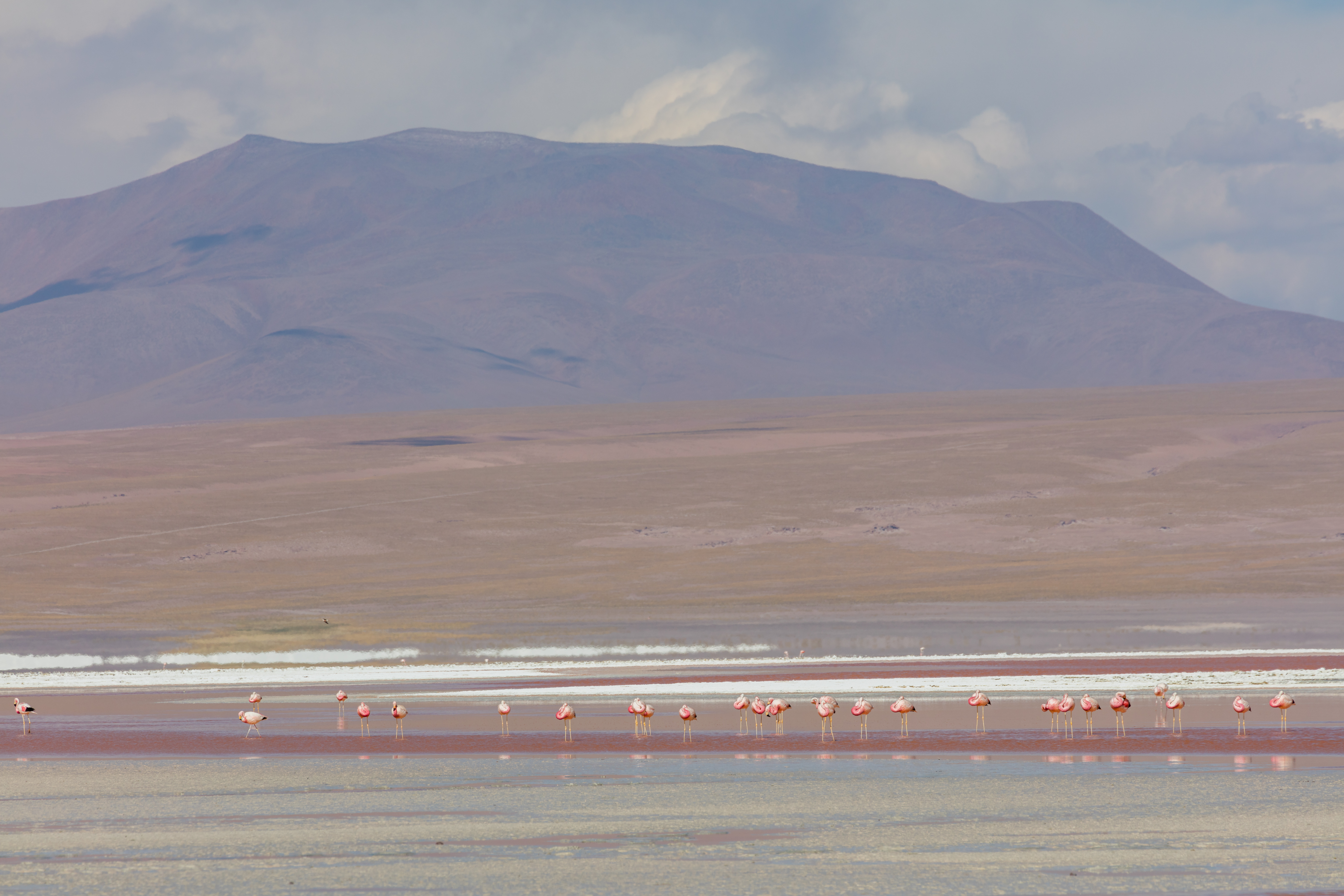
Flamingos (Phoenicoparrus andinus) Laguna Colorada

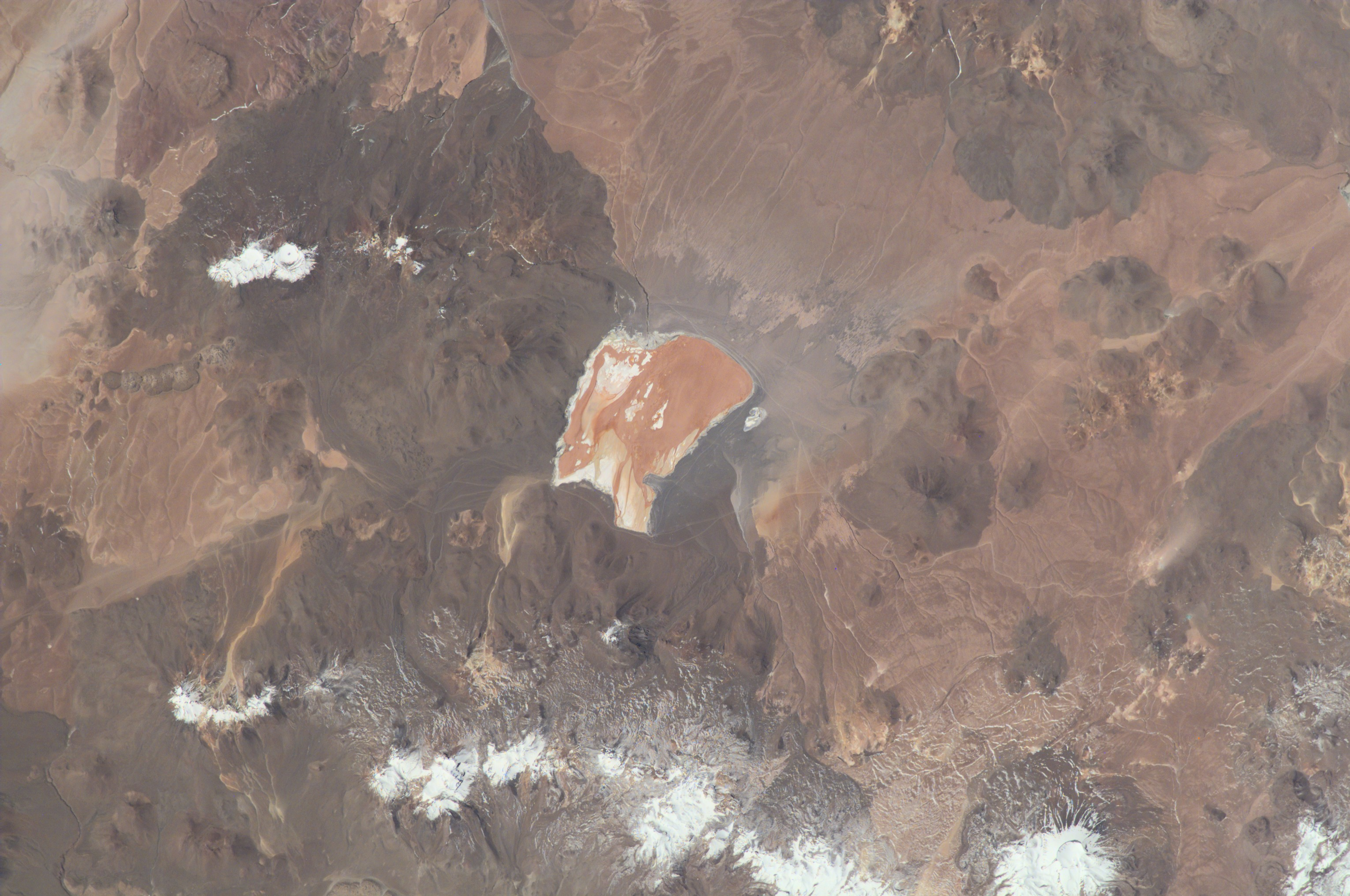
Satellitenfoto der Laguna Colorada;Nasa, August 2001

Die Laguna Colorada ist ein flacher (durchschnittlich 0,35 m und am tiefsten Punkt 1,5 m tief), 60 km² großer See im Reserva Nacional de Fauna Andina Eduardo Abaroa, dem Nationalpark Tierwelt der Anden „Eduardo Avaroa“, im südlichen Teil des Altiplanos im bolivianischen Departamento Potosí auf einer Höhe von 4278 m über dem Meer. Er gehört zur Provinz Sur Lípez.
Der See hat seinen Namen aufgrund seiner auffälligen roten Färbung, die von der vorherrschenden Algenart und vom hohen Mineralstoffgehalt seines Wassers hervorgerufen wird. 
Der See ist für seine großen Bestände von Flamingos der drei Arten Chileflamingo, Gelbfuß- oder Andenflamingo und James- oder Kurzschnabelflamingo bekannt.
Die Laguna Colorada ist sehr abgelegen und daher nur über Jeep-Touren aus Uyuni, Tupiza oder San Pedro de Atacama erreichbar.